# 皮納塔爾競技場
皮納塔爾競技場（英語：Pinatar Arena）是一座位於西班牙圣佩德罗德尔皮纳塔尔的足球場，能容納3000名觀眾的球場。皮納塔爾競技場足球中心由皮納塔爾競技場、運動俱樂部、訓練場、酒店等附屬設施組成。
競技場於2013年1月開幕，為各大球會和國家隊在西班牙的集訓營及友誼賽場地。

## 外部連結
- 官方網站 （页面存档备份，存于）
- Soccerway profile （页面存档备份，存于）